# Matthew Fox
Matthew Chandler Fox (Abington, 14 luglio 1966) è un attore statunitense, famoso per il ruolo di Jack Shephard nella serie televisiva Lost.

## Biografia
Nato in Pennsylvania, è cresciuto in un ranch a Crowheart, nel Wyoming, da una famiglia di origini inglesi, irlandesi e italiane, e successivamente si è trasferito alla Columbia University per dedicarsi agli studi in Economia. Durante il periodo accademico, si è anche distinto come degno giocatore di football americano. Si è laureato nel 1989. Appare in vari spot pubblicitari e partecipa come guest star nella sit-com Wings e in una serie comica di breve durata dal titolo Freshman Dorm.
Queste esperienze gli consentono di guadagnarsi un ruolo nel film Fantasma per amore e una comparsa nella serie CBS Schoolbreak Special, per approdare infine in Cinque in famiglia. Grazie a Cinque in famiglia, Fox diventa un volto familiare per milioni di telespettatori, eppure la sua carriera ancora non decolla.
Dopo una toccante interpretazione nel film Oltre la maschera (Behind the Mask) con Donald Sutherland e il ruolo di un ex poliziotto diventato investigatore privato nella serie Fantasmi (che però viene cancellata nonostante il grande seguito), raggiunge il successo grazie a Lost, che gli consente di vincere un Saturn Award come miglior attore protagonista per una serie televisiva nel 2006 (oltre che a una nomination nel 2007 sempre per il Saturn Award e una nomination nel 2006 per il Golden Globe).
La notorietà ottenuta con questa serie televisiva cult gli consente inoltre di partecipare ai film We Are Marshall e Smokin' Aces, entrambi girati contemporaneamente a Lost.
Nel 2007, è stato testimonial dell'azienda di cosmetici L'Oréal.
Fox ha svolto il ruolo di Bobby nella dark comedy In a Forest, Dark and Deep scritta da Neil LaBute - andato in scena al "Vaudeville Theatre" di Londra, dal 3 marzo al 4 giugno 2011, affiancato dall'attrice inglese Olivia Williams (nel ruolo di Betty).

## Filmografia

### Cinema
- Fantasma per amore (My Boyfriend's Back), regia di Bob Balaban (1993)
- A Token for Your Thoughts, regia di Sammy Smith – cortometraggio (2003)
- Connecting Flight, regia di Vojin Gjaja – cortometraggio (2006)
- Smokin' Aces, regia di Joe Carnahan (2006)
- We Are Marshall, regia di McG (2006)
- Prospettive di un delitto (Vantage Point), regia di Pete Travis (2008)
- Speed Racer, regia di Andy e Lana Wachowski (2008)
- Alex Cross - La memoria del killer (Alex Cross), regia di Rob Cohen (2012)
- Emperor, regia di Peter Webber (2012)
- World War Z, regia di Marc Forster (2013)
- Extinction - Sopravvissuti (Extinction), regia di Miguel Ángel Vivas (2015)
- Bone Tomahawk, regia di S. Craig Zahler (2015)

### Televisione
- Wings – serie TV, episodio 6x21 (1992)
- Freshman Dorm – serie TV, 5 episodi (1992)
- CBS Schoolbreak Special – serie TV, episodio 11x02 (1993)
- Cinque in famiglia (Party of Five) – serie TV, 142 episodi (1994-2000)
- MADtv – serie TV, episodio 1x06 (1995)
- Oltre la maschera (Behind the Mask), regia di Tom McLoughlin – film TV (1999)
- Fantasmi (Haunted) – serie TV, 11 episodi (2002)
- Lost – serie TV, 113 episodi (2004-2010)
- Lost: Missing Pieces – miniserie TV, 4 episodi (2007-2008) – non accreditato
- BoJack Horseman – serie animata, episodio 2x07 – voce (2015)
- Last Light: il crollo (Last Light) - miniserie televisiva, 5 episodi (2023)

## Doppiatori italiani
Nelle versioni in italiano dei suoi film, Matthew Fox è stato doppiato da:
- Vittorio Guerrieri in Lost, Smokin' Aces, We Are Marshall, Extinction - Sopravvissuti, Last Light - Il crollo
- Simone Mori in Fantasma per amore
- Christian Iansante in Cinque in famiglia
- Maurizio Romano in Fantasmi
- Fabio Boccanera in Prospettive di un delitto
- Francesco Prando in Speed Racer
- Loris Loddi in Alex Cross - La memoria del killer
- Andrea Lavagnino in Emperor
- Massimiliano Virgilii in Bone Tomahawk

Da doppiatore è sostituito da:
- Davide Marzi in BoJack Horseman